# کیت هاونویک
کیت هاونویک (انگلیسی: Kate Havnevik؛ زادهٔ ۲۷ اکتبر ۱۹۷۵) آهنگساز، ترانه‌سرا، خواننده اهل نروژ است.